# Succimorda rubromaculata
Succimorda rubromaculata là một loài bọ cánh cứng trong họ Mordellidae. Loài này được Kubisz miêu tả khoa học năm 2001.